# Orsócsápú légy
A orsócsápú légy (Sphiximorpha) a zengőlegyek (Syrphoidea) öregcsaládjában a névadó zengőlégyfélék (Syrphidae)család herelégyfélék (Eristalinae) alcsaládjába sorolt Cerioidini nemzetség egyik neme mintegy 55 leírt fajjal.

## Származása, elterjedése
A kozmopolita nem fajai az Antarktisz és Új-Zéland kivételével a Föld gyakorlatilag minden nagyobb szárazföldján előfordulnak. A palearktikus faunatartományban hét fajuk él, ezen belül Európában négy (leginkább a Mediterráneumban). Magyarországon kettő:
- ritka orsócsápú légy (Sphiximorpha binominata) és
- galagonya-orsócsápú légy (Sphiximorpha subsessilis)

került elő; egy faj hivatalos felfedezése még várható.

## Megjelenése, felépítése
E közepesnél kissé nagyobb zengőlégy megjelenése a darazsakéra emlékeztet. Nagyon hasonlít az ugyanebbe a nemzetségbe sorolt hosszúcsápú légy (Ceriana) nemre, de homlokának az a nyúlványa, amelynek végén a csápja ered, jóval rövidebb. Fekete alapszíne a fején, torán és potrohán egyaránt sárgán foltozott. Gyengén szőrös.
A feje szélesebb a toránál.

## Életmódja, élőhelye
Lárvái korhadékban és beteg fák kifolyó nedvében fejlődnek. Az imágók rendszerint erős illatú virágokon vagy sérült fák kifolyó nedvén találhatók, és ritkán kerülnek a szemünk elé.

## Fajai
- Sphiximorpha africana  (Hull, 1944)
- Sphiximorpha alaplicata  (Hardy, 1945)
- Sphiximorpha barbiger  (Loew, 1853)
- Sphiximorpha barbipes  (Loew, 1853)
- Sphiximorpha bezzii  (Hervé-Bazin, 1913)
- Sphiximorpha bigotii  (Williston, 1888)
- Sphiximorpha bigotii  (Williston, 1888)
- Sphiximorpha boliviana  (Kertész, 1903)
- Sphiximorpha brauerii  (Williston, 1888)
- Sphiximorpha brevilumbata (Yang & Cheng, 1998)
- Sphiximorpha breviscapa  (Saunders, 1845)
- Sphiximorpha bulbosa  (Meijere, 1924)
- Sphiximorpha cylindrica  (Curran, 1921)
- Sphiximorpha decorata  (Brunetti, 1923)
- Sphiximorpha delicatula  (Hull, 1941)
- Sphiximorpha dentipes  (Doesburg, 1955)
- Sphiximorpha durani  (Davidson, 1925)
- Sphiximorpha facialis  (Kertész, 1903)
- Sphiximorpha flavosignata  (Kertész, 1902)
- Sphiximorpha fruhstorferi  (Meijere, 1908)
- Sphiximorpha fulvescens  (Brunetti, 1915)
- Sphiximorpha garibaldii (Rondani, 1860)
- Sphiximorpha hiemalis  (Ricarte, Nedeljković & Hancock in Ricarte et al., 2012)
- Sphiximorpha kerteszi  (Shannon, 1925)
- Sphiximorpha loewii  (Williston, 1887)
- Sphiximorpha mallea  (Hull, 1945)
- Sphiximorpha marginalis  (Bezzi, 1915)
- Sphiximorpha mcalpinei (Thompson, 2012)
- Sphiximorpha meadei  (Williston, 1892)
- Sphiximorpha meijerei  (Shannon, 1927)
- Sphiximorpha mikii  (Williston, 1888)
- Sphiximorpha minuta  (Hull, 1944)
- Sphiximorpha nigripennis  (Williston, 1887)
- Sphiximorpha petronillae (Rondani, 1850)
- Sphiximorpha phya  (Riek, 1954)
- Sphiximorpha picta  (Kertész, 1902)
- Sphiximorpha polista  (Séguy, 1948)
- Sphiximorpha polistes  (Curran, 1941)
- Sphiximorpha polistiformis  (Hull, 1944)
- Sphiximorpha pyrrhocera  (Kertész, 1903)
- Sphiximorpha rachmaninovi  (Violovich, 1981)
- Sphiximorpha roederii  (Williston, 1888)
- Sphiximorpha rubrobrunnea  (Hull, 1944)
- Sphiximorpha sackenii  (Williston, 1888)
- Sphiximorpha shannoni  (Lane & Carrera, 1943)
- Sphiximorpha siamensis  (Curran, 1931)
- Sphiximorpha sinensis  (Ôuchi, 1943)
- Sphiximorpha subcastanea  (Brunetti, 1929)
- Sphiximorpha subsessilis  (Illiger, 1807)
- Sphiximorpha superba  (Williston, 1887)
- Sphiximorpha triangulifera  (Brunetti, 1913)
- Sphiximorpha trichopoda  (Kertész, 1903)
- Sphiximorpha variabilis  (Kertész, 1903)
- Sphiximorpha vicina  (Kertész, 1902)
- Sphiximorpha willistoni  (Kahl, 1897)
- Sphiximorpha worelli  (Bradescu, 1972)
- Sphiximorpha wulpii  (Williston, 1888)
- Sphiximorpha yoshikawai  (Sasakawa, 1960)
- Sphiximorpha ziegleri (Gilasian, Vujic, Hauser & Parchami-Araghi, 2017 )